# アテレコ
アテレコは、映画やテレビドラマなどの映像作品において、自身が直接演じないキャラクターに声を割り当てる必要がある場合に声優や俳優がその声の部分だけを演じて録音することをいう。
「アフレコ」から派生した言葉であり、「映像に台詞を割り当てる」ことから「アテレコ」と呼ばれるようになったとされる。海外作品の日本語吹き替え（逆に日本作品の海外版化の際もある）やアニメーション作品での声の割り当て、特撮テレビドラマ作品などでスタントマンやスーツアクターが演じた部分への声の割り当てなどがこれに該当する。ただしこれらの作業もすべてアフレコと呼ぶ場合がある。
英語ではリボイシング（英: revoicing）といい、俳優がスケジュールの都合でアフレコに参加できない場合や、俳優の声の演技力に演出家が難色を示した際に行われる。映画作品の航空機内上映用やテレビ放送用に変更された台詞を代役声優が吹き替えるなどもある。